# Bruno Napoli
Bruno Napoli (Ardore, 23 maggio 1942 – Ardore, 26 agosto 2010) è stato un politico italiano.

## Biografia
Avvocato, esponente calabrese della Democrazia Cristiana. Presidente della Comunità Montana “Aspromonte Orientale” dal 1979 e fino al 1982, fu consigliere regionale in Calabria dal 1980 al 1990 e assessore all'Artigianato e ai Trasporti. Nel 1992 viene eletto per la prima volta al Senato.
Nel 1994 si ricandida, per il Patto per l'Italia, al Senato nel collegio uninominale di Palmi, ottenendo il 23% e non venendo eletto.
Successivamente aderisce al Centro Cristiano Democratico e nel 1996 è il candidato unitario del Polo delle Libertà nel collegio uninominale di Palmi del Senato, dove ottiene il 50,7% dei voti e viene eletto. Resta a Palazzo Madama fino al 2001.
Sposato con l'avvocatessa Pina Silvestri, ebbe tre figli: Giulia, Lia e Aurelio.